# Nesillas longicaudata
A Nesillas longicaudata a verébalakúak (Passeriformes) rendjébe, ezen belül a nádiposzátafélék (Acrocephalidae) családjába és a Nesillas nembe tartozó faj. Korábban a tsikirity-bokorposzáta alfajának tekintették. 17-18 centiméter hosszú. Az Anjouan-szigeten és a Mayotte-szigeten él. Rovarokkal táplálkozik. Augusztustól februárig költ.

## Fordítás
- Ez a szócikk részben vagy egészben  az   Anjouan brush warbler című angol Wikipédia-szócikk fordításán alapul.  Az eredeti cikk szerkesztőit annak laptörténete sorolja fel. Ez a jelzés csupán a megfogalmazás eredetét és a szerzői jogokat jelzi, nem szolgál a cikkben szereplő információk forrásmegjelöléseként.